# Венера Анадиомена (картина Энгра)
«Вене́ра Анадиоме́на» — картина Жана-Огюста-Доминика Энгра, изображающая богиню Венеру, выходящую из морской пены. Экспонируется в Музее Конде в Шантийи.

## История создания
Художник начал картину, которую он называл «Венера с амурами», в 1808 году, в период своего первого пребывания в Риме в качестве пенсионера Французской Академии. «Продвинутый эскиз» в половину человеческого роста (98х57 см) ожидал доработки около сорока лет по причине отсутствия желающих приобрести картину. По словам автора, эскиз «приводил в восхищение» всех. По сообщению Шарля Блана, её в 1817 году видел в римской мастерской Энгра Теодор Жерико. В период своего пребывания во Флоренции (1820—1824) Энгр намеревался использовать этот эскиз при создании крупноформатного полотна для своего заказчика маркиза де Пасторе, об этом 2 января 1821 года художник писал одному из своих знакомых (Жилиберу). Энгр сожалел о том, что должен был выполнять неинтересные ему заказы, «в то время как я был полон огня и вдохновения для более великого и божественного». Известно, что в 1823 году художник снова попытался продолжить работу над «Венерой с амурами» и опять отложил её.
Энгр дописал её в 1848 году в Париже, по просьбе Бенжамена Делестра. Работа над картиной совпала по времени с революционными событиями: «Это ещё благодеяние Провидения, что оно позволило мне работать в эти грустные моменты, и над чем? — над картиной „Венера и амуры“», — писал художник в июне того же года своему другу Маркоту.
Делестр отказался от картины из-за того, что строение одного из колен Венеры было изображено с неточностями. В том же году Энгр продал полотно Фредерику Резе, который был в то время куратором отдела рисунка Лувра. Работа экспонировалась на Всемирной выставке 1855 года, прошедшей в Париже. Вместе со всей коллекцией Резе в 1879 году «Венеру Анадиомену» приобрел герцог Омальский.

## Сюжет
Как повествует в «Теогонии» Гесиод, когда Кронос оскопил Урана, в море попали семя и кровь последнего. Из них образовалась белоснежная пена, из которой появилась дочь неба и моря, Афродита (Венера) Анадиомена («пенорождённая»).

## Композиция
На одном из подготовительных рисунков Энгр изобразил богиню лежащей, позднее он избрал позу Венеры Pudica. Художник вдохновлялся не только античными образцами (среди прочего, Кларк называет мелкую пластику той эпохи), но и картиной Боттичелли «Рождение Венеры» — Энгр мог видеть её во время посещения галереи Уффици в 1805 году. Ещё на одном наброске Венера поднимает руки к груди, а у её ног резвятся амуры — их положение почти без изменений Энгр перенесёт на картину. На рисунке 1806 года богиня изображена в момент, когда она выжимает волосы, подняв правую руку над головой. Этот жест художник повторил в своей картине «Источник».
Тело Венеры, выходящей из моря, выделяется на фоне тёмно-синего неба и ещё более тёмной воды. Один из амуров целует её ногу, другой обнимает левое колено, третий протягивает зеркало, а четвёртый выпускает стрелу из лука в сторону наяды далеко на заднем плане. Общие контуры группы амуров у ног богини и предметов, которые они держат в руках, напоминают очертания морской раковины, на которой появилась Венера.
Композиция картины пирамидальная, её равновесие усиливается тем, что линия горизонта разделяет полотно почти на две равные части. Стороны остроконечного треугольника, в который вписывается группа персонажей, смыкаясь прямо над головой Венеры, фокусируют взгляд зрителя на её лице.
По мнению Кеннета Кларка, «боттичеллиевская линия здесь подкрепляется тщательной лепкой объёма в манере Рафаэля». Когда Адольф Тьер перечислял достоинства картины, экспонировавшейся на Всемирной выставке, сам Энгр добавил к ним «моделировку светом». Теофиль Готье считал, что эта картина лучше всех произведений искусства в мире передаёт дух античности.